# Dalbergia calycina
Dalbergia calycina är en ärtväxtart som beskrevs av George Bentham. Dalbergia calycina ingår i släktet Dalbergia, och familjen ärtväxter. IUCN kategoriserar arten globalt som livskraftig. Inga underarter finns listade i Catalogue of Life.